# Parva sed apta mihi
La frase latina Parva sed apta mihi, tradotta letteralmente, significa "Piccola ma adatta a me".
Si tratta di un'iscrizione posta sulla facciata della propria casa da Ludovico Ariosto quando, nel 1525, tornò dalla Garfagnana, dove era governatore, nella città di Ferrara, presso cui si stabilì definitivamente. La frase completa è "Parva, sed apta mihi, sed nulli obnoxia, sed non sordida: parta meo sed tamen aere domus (Casa piccola, ma adatta a me, su cui nessuno può vantare diritti, decorosa e comprata con denaro mio).